# Hamza Jlid
Hamza Jlid, né le 9 décembre 2006 à Rabat (Maroc), est un footballeur marocain jouant au poste de gardien de but au Shabab Al-Ahli.

## Biographie

### En club
En février 2023, il prend part au tournoi Mohammed VI  de la catégorie U19 en tant que joueur titulaire. Dans la phase de groupe, il est titularisé face au PSV Eindhoven et le Real Sociedad. Il parvient à éliminer le Rangers FC en quarts de finale grâce à une victoire de 2-1. Le Fath US atteint la finale du tournoi face à l'AS Génération Foot, qui remporte finalement le tournoi,.
Le 28 août 2023, il s'engage à Shabab Al-Ahli en signant son premier contrat professionnel.

### En sélection
Jlid est appelé par Saïd Chiba en sélection des moins de 17 ans à l'occasion de la CAN des moins de 17 ans qui a lieu au printemps 2023 en Algérie,, dans un contexte de fortes tensions et incertitudes liées aux relations compliquées entre les deux voisins maghrébins,. 
Il commence la compétition en tant que titulaire à l'occasion du premier match de poule contre la Zambie -17 ans (défaite, 2-1). Gardien remplaçant de Taha Benrhozil tout au long du reste de la compétition, il se qualifie pour la Coupe du monde grâce à une victoire de 3-0 contre l'Algérie -17 ans,,. Il s'impose ensuite en demi-finale face au Mali pour atteindre la finale du tournoi,. En finale de la compétition face au Sénégal, les Marocains mènent au score avant que les Sénégalais reviennent au score à Alger (défaite, 2-1),.
Le 23 octobre 2023, il est sélectionné sur la liste définitive de Saïd Chiba pour la Coupe du monde U17 en Indonésie.

## Palmarès

### En club
- Fath Union Sports
  - Tournoi Mohammed VI (U19)
    -  Finaliste en 2023[4]

### En sélection
- Maroc -17 ans
  - Coupe d'Afrique des nations
    -  Finaliste en 2023